# Michael Jackson (bierkenner)
Michael Jackson (Wetherby (West Yorkshire), 27 maart 1942 – Londen, 30 augustus 2007) was een bekende Britse expert op het gebied van bier (voornamelijk Belgisch bier, waaraan hij een apart boek wijdde) en whisky.

## Levensloop
Jackson werd geboren in Yorkshire. Zijn Joodse grootvader, Chaim Jakowitz, was destijds vanuit het Litouwse Kaunas naar Engeland gevlucht. Zijn vader, die trouwde met een vrouw uit Yorkshire, had de familienaam daarop verengelst naar Jackson.
Op schrijversgebied was Jackson autodidact. In 1958 ging hij bij een plaatselijke krant in Yorkshire als journalist aan de slag. Later werkte hij in Londen bij The Independent en The Observer. Naast zijn gewone journalistieke werk begon hij op een gegeven moment als journalistieke nevenactiviteit met het schrijven over bier. Zijn interesse voor de uiteenlopende diversiteit van deze alcoholische drank werd voor het eerst gewekt in 1969. Als schrijver voor het "in-flight magazine" van KLM was hij begin dat jaar in Amsterdam gestationeerd. Moe van de pilseners die er op de tap in de Amsterdamse kroegen te krijgen waren en allemaal hetzelfde leken te smaken, zakte hij af naar het zuiden van Nederland waar men op dat moment carnaval aan het vieren was. In een kleine dorpskroeg proefde hij daar voor het eerst een trappistenbier. Deze kennismaking smaakte naar meer, en de volgende dag stak hij de grens met België over, om zich aan verschillende bieren te wijden die dat land rijk is. Daarna deed hij ook Duitsland aan. Teruggekomen in Engeland realiseerde hij zich dat de vele lokale biersoorten die er ter wereld bestonden, bedreigd werden door de massaproductie van pilseners door grote brouwerijen. Hij sloot zich aan bij het Britse Camra (Campaign for Real Ale, opgericht in 1971) om op te komen voor de traditionele Britse manier van bier maken, en reisde daarnaast de hele wereld over om kennis te kunnen maken met een zo breed mogelijk spectrum van biersoorten.
In 1976 kwam zijn eerste boek over Engelse pubs uit, gevolgd door The World Guide to Beer, in 1977 die in verschillende talen werd vertaald en in het Nederlands werd uitgebracht onder de naam Spectrum Bieratlas.

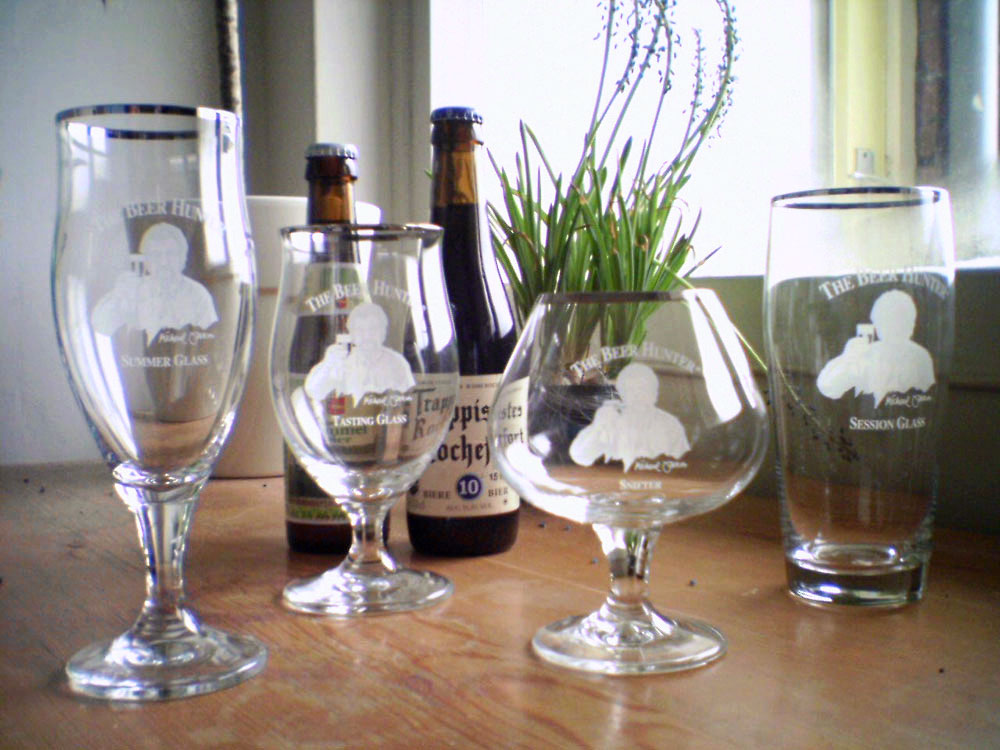
Michael Jacksons bierglazenpakket, van links naar rechts: Summer Glass, Tasting Glass, Snifter en Session Glass

Hoewel Jackson al enige publicaties op zijn naam had staan, kreeg hij eind jaren tachtig grote bekendheid door zijn televisieserie The Beer Hunter op Discovery Channel. Hij beschouwde bier als een onderdeel van de cultuur en beschreef bieren in hun culturele context. Hij was wars van trends en had een zwak voor tradities. Hoewel hij zich wereldwijd in biercultuur verdiepte, gold hij vooral als een autoriteit op het gebied van de Belgische bieren. Jacksons publicaties voorkwamen het verdwijnen van diverse biersoorten, waaronder een aantal onbekende uit België. Zijn belangrijke bijdrage aan het internationale succes van het Belgische bier werd in 1997 bekroond met een benoeming tot ereofficier in de Ridderschap van de Roerstok, een eer die tot dan toe alleen aan brouwers was voorbehouden. In 1998 bracht hij een eigen lijn van bierglazen uit.
Ook wat whisky betreft, was Jackson een veelgebruikte referentie. De Malt Whisky Companion is een belangrijke maatstaf. In het boek geeft hij een score op honderd aan whisky's. Alleen whisky's met een score boven de vijfenzeventig zijn volgens hem een aankoop waard.
Michael Jackson, die de laatste tien jaar van zijn leven de symptomen van de ziekte van Parkinson had, overleed op 65-jarige leeftijd aan een hartaanval. Zijn vrouw Maggie O'Connor stierf reeds in 1980, na een huwelijk van 13 jaar. Bij zijn dood liet Jackson een partner en een stiefdochter achter.

## Prijzen (selectie)
- André Simon Award
- Glenfiddich Trophy, een Britse prijs voor culinaire schrijvers
- Mercurius Award in 1994, een Belgische prijs overhandigd door kroonprins Filip
- James Beard Foundation Award in 2006, voor zijn boek Whisky
- Ereofficier in de Ridderschap van de Roerstok in 1997

## Werken (selectie)
- The English Pub (1976)
- The World Guide to Beer (1977) (In het Nederlands uitgebracht onder de titel Spectrum Bieratlas)
- The World Guide to Whisky (1987)
- New World Guide to Beer (Update of The World Guide to Beer 1988)
- The Great Beers of Belgium (1991) (In het Nederlands uitgebracht onder de titel Grote Belgische bieren)
- Pocket Guide to Beer (diverse edities)
- Beer Companion (Updated 1997)
- Ultimate Beer (1998)
- Little Book of Beer (1998)
- The Great Beer Guide (2000)
- Scotland and Its Whiskies (2001)
- Bar and Cocktail Book (2005)
- Whisky (2005) (In het Nederlands uitgebracht onder de titel Whisky Encyclopedie, vertaald door Hans Offringa)
- Eyewitness Companions - Beer (DK Publishing, 2007) (in Nederland uitgebracht onder de titel "Focus - Bier" door Unieboek, 2008)

## Multimedia
- The Beer Hunter (1995), cd-rom over de Amerikaanse biercultuur
- World Beer Hunter (1996), cd-rom